# Bjurtjärnen (Järnboås socken, Västmanland, 661262-144189)
Bjurtjärnen är en sjö i Nora kommun i Västmanland och ingår i Göta älvs huvudavrinningsområde.